# U-653
| U-653                      | U-653                                                          | U-653                                                          |
| -------------------------- | -------------------------------------------------------------- | -------------------------------------------------------------- |
|                            |                                                                |                                                                |
|                            |                                                                |                                                                |
|                            |                                                                |                                                                |
| Під прапором               | Третій рейх                                                    | Третій рейх                                                    |
| Спуск на воду              | 22 березня 1941 року                                           | 22 березня 1941 року                                           |
| Виведений зі складу флоту  | 15 березня 1944 року                                           | 15 березня 1944 року                                           |
| Сучасний статус            | затоплений                                                     | затоплений                                                     |
| Проєкт                     |                                                                |                                                                |
| Тип ПЧ                     | Торпедний ДПЧ                                                  | Торпедний ДПЧ                                                  |
| Основні характеристики     |                                                                |                                                                |
| Швидкість (надводна)       | 17,7 вузлів                                                    | 17,7 вузлів                                                    |
| Швидкість (підводна)       | 7,6 вузлів                                                     | 7,6 вузлів                                                     |
| Робоча глибина занурення   | 100 м                                                          | 100 м                                                          |
| Гранична глибина занурення | 220 м                                                          | 220 м                                                          |
| Екіпаж                     | 44 осіб                                                        | 44 осіб                                                        |
| Розміри                    |                                                                |                                                                |
| Довжина найбільша (по КВЛ) | 67,1 м                                                         | 67,1 м                                                         |
| Ширина корпусу найб.       | 6,2 м                                                          | 6,2 м                                                          |
| Висота                     | 9,6 м                                                          | 9,6 м                                                          |
| Середня осадка (по КВЛ)    | 4,70 м                                                         | 4,70 м                                                         |
| Водотоннажність надводна   | 769 т                                                          | 769 т                                                          |
| Озброєння                  |                                                                |                                                                |
| Артилерія                  | одна палубна гармата калібру 88-мм, одна 20-мм зенітна гармата | одна палубна гармата калібру 88-мм, одна 20-мм зенітна гармата |
| Торпедно- мінне озброєння  | 4 носових і один кормовий ТА. 14 торпед                        | 4 носових і один кормовий ТА. 14 торпед                        |

U-653 — німецький підводний човен типу VIIC часів Другої світової війни.
Замовлення на будівництво човна було віддане 9 жовтня 1939 року. Човен був закладений на верфі суднобудівної компанії «Howaldtswerke Hamburg AG» у Гамбурзі 9 квітня 1940 року під заводським номером 802, спущений на воду 22 березня 1941 року, 25 травня 1941 року увійшов до складу 1-ї флотилії
Човен зробив 9 бойових походів, в яких потопив 3 судна, 1 військовий корабель та пошкодив 1 судно.
Потоплений 15 березня 1944 року в Північній Атлантиці західніше Ірландії (53°46′ пн. ш. 24°35′ зх. д. / 53.767° пн. ш. 24.583° зх. д.) глибинними бомбами бомбардувальника «Свордфіш» з британського ескортного авіаносця «Віндекс» і з британських шлюпів «Старлінг» та «Вайлд Гус». Всі 51 члени екіпажу загинули.

## Командири
- Капітан-лейтенант Гергард Файлер (25 травня 1941 — 30 вересня 1943)
- Оберлейтенант-цур-зее Ганс-Альбрехт Кандлер (1 жовтня 1943 — 15 березня 1944)

## Потоплені та пошкоджені кораблі[3]
| Назва             | Тип            | Належність      | Дата            | Тоннаж (БРТ) | Вантаж                                  | Статус     | Місце                                                       |
| Leif              | вантажне судно | Норвегія        | 28 лютого 1942  | 1 582        | 2 300 т генеральних вантажів            | потоплено  | 34°45′ пн. ш. 69°20′ зх. д. / 34.750° пн. ш. 69.333° зх. д. |
| Peisander         | вантажне судно | Велика Британія | 17 травня 1942  | 6 225        | 6 590 т зерна, 97 т вольфраму та шерсті | потоплено  | 37°24′ пн. ш. 65°38′ зх. д. / 37.400° пн. ш. 65.633° зх. д. |
| USS Gannet (AVP8) | малий тендер   | США             | 7 червня 1942   | 840          |                                         | потоплено  | 35°50′ пн. ш. 65°38′ зх. д. / 35.833° пн. ш. 65.633° зх. д. |
| Madoera           | вантажне судно | Нідерланди      | 24 лютого 1943  | 9 382        | Баласт                                  | пошкоджено | 46°02′ пн. ш. 39°20′ зх. д. / 46.033° пн. ш. 39.333° зх. д. |
| Thomas Hooker     | вантажне судно | США             | 12 березня 1943 | 7 176        | Баласт                                  | потоплено  | 53°00′ пн. ш. 43°00′ зх. д. / 53.000° пн. ш. 43.000° зх. д. |